# Arsenal Football Club 1930-1931
Questa voce raccoglie le informazioni riguardanti l'Arsenal Football Club nelle competizioni ufficiali della stagione 1930-1931.

## Rosa
| N. |                        | Ruolo | Calciatore     |
| -- | ---------------------- | ----- | -------------- |
|    | Scozia (bandiera)      | P     | Bill Harper    |
|    | Paesi Bassi (bandiera) | P     | Gerrit Keizer  |
|    | Galles (bandiera)      | P     | Daniel Lewis   |
|    | Inghilterra (bandiera) | P     | Charlie Preedy |
|    | Inghilterra (bandiera) | D     | Horace Cope    |
|    | Inghilterra (bandiera) | D     | Eddie Hapgood  |
|    | Inghilterra (bandiera) | D     | George Male    |
|    | Inghilterra (bandiera) | D     | Tom Parker     |
|    | Inghilterra (bandiera) | C     | Alf Baker      |
|    | Inghilterra (bandiera) | C     | Leslie Compton |
|    | Inghilterra (bandiera) | C     | Alf Haynes     |
|    | Inghilterra (bandiera) | C     | David Jack     |

| N. |                        | Ruolo | Calciatore     |
| -- | ---------------------- | ----- | -------------- |
|    | Galles (bandiera)      | C     | Bob John       |
|    | Inghilterra (bandiera) | C     | Herbie Roberts |
|    | Inghilterra (bandiera) | C     | Bill Seddon    |
|    | Inghilterra (bandiera) | A     | Cliff Bastin   |
|    | Inghilterra (bandiera) | A     | Jimmy Brain    |
|    | Inghilterra (bandiera) | A     | Joe Hulme      |
|    | Scozia (bandiera)      | A     | Alex James     |
|    | Galles (bandiera)      | A     | Charlie Jones  |
|    | Inghilterra (bandiera) | A     | Jack Lambert   |
|    | Inghilterra (bandiera) | A     | Ray Parkin     |
|    | Inghilterra (bandiera) | A     | Len Thompson   |
|    | Inghilterra (bandiera) | A     | Joey Williams  |